# Pokret krunice za obraćenje i mir
Pokret krunice za obraćenje i mir je katolički pokret. 
Osnovan je 1993. godine. Utemelji su ga svećenici (biskupijski i redovnički) zajedno s laicima, na čelu sa fra Smiljanom Draganom Kožulom. 
Odobrio ga je kardinal Franjo Kuharić 1. studenoga 1993. godine. Poslije su ga odobirli i drugi biskupi u Hrvatskoj za svoje biskupije, a za BiH odobrenja su dali za tri biskupije; kardinal Vinko Puljić za Sarajevsku, biskup Franjo Komarica za Banjolučku. 
Do danas je ovom pokretu pristupilo oko sto tisuća (100.000) vjernika. 

## Glavni ciljevi
Glavni ciljevi ovog pokreta su: 
- promicati svakodnevno moljenje krunice ili barem jedne desetice za:

- obraćenje grešnika
- mir u Hrvatskoj i Bosni i Hercegovini
- kršćansku obnovu bračnog i obiteljskog života
- rađanje začete djece
- borbu protiv psovke
- borbu protiv droge
- borbu protiv alkoholizma
- borbu protiv pornografije
- za redovnička i svećenička zvanja
- za povratak svih prognanih i izbjeglih na stoljetna ognjišta i njihovu obnovu.

Da bi se to izmolilo, tiskalo se promidžbene listiće koji sadrže poziv na molitvu. Distribuira ih se po župama. 
Želja pokreta je molitvom povezati čitav narod u "jedan neraskidivi lanac Božje ljubavi svjestan da samo oni koji grade s Bogom i na Bogu, grade na neuništivim temeljima. Neka Hrvatska, poput golubice raskriljenih krila, postane zemlja žive krunice."

## Aktivnosti
Pokret krunice sudjeluje u svim bitni vjerskim događajima kod Hrvata. 
Pokret svakog posljednjeg utorka u mjesecu tijekom cijele godine organizira Molitveni susret posljednjeg utorka. Održava se u župi Uzvišenja sv. Križa u Sigetu (Novi Zagreb).
Pokret održava tijekom godine hodočašća, seminare i duhovne obnove, predavanja (i o nereligijskim temama, kao što je pravilna ishrana).

### Izdanja
Pokret se bavi i nakladništvom. Tiska knjige, promidžbene listiće i slike Presvetog Srca Isusova i Bezgrješnog Srca Marijina. Sve se te materijale dijeli besplatno. 
Knjige tiska zajedno sa zagrebačkim Obiteljskim centrom te ih besplatno dijeli članstvu. Tiskao je ove knjige: 
- Krunica izvor snage
- Moja svagdanja krunica
- Temelji vjere
- Tvoj dan s krunicom

## Vanjske poveznice
- Statut  Arhivirana inačica izvorne stranice od 16. srpnja 2012. (Wayback Machine)
- Molitva krunice  Arhivirana inačica izvorne stranice od 16. srpnja 2012. (Wayback Machine)